# Flaga Antigui i Barbudy
Flaga Antigui i Barbudy – jeden z symboli państwowych Antigui i Barbudy. Została zaprojektowana przez Reginalda Samuela, wybrana w wyniku konkursu z ponad 600 zgłoszeń po uzyskaniu przez wyspy statusu terytorium stowarzyszonego.

## Symbolika
Kolor czerwony symbolizuje dynamizm ludzi pracujących nad własnym losem, kształt litery V reprezentuje zwycięstwo (z angielskiego „Victory”) natomiast kolor czarny – większość czarnoskórych na wyspach. Kolory flagi odnosiły się ponadto do lokalnego krajobrazu: czarny – gleba, niebieski – morze otaczające Antiguę i Barbudę, biały – plaże będące atrakcją turystyczną. Świecące mocno słońce jest charakterystyczne dla lokalnego klimatu.

## Historyczne wersje flagi

Flaga Antigui i Barbudy z lat 1956–1962
Flaga Antigui i Barbudy z lat 1962–1967
Sztandar gubernatora Antigui i Barbudy z lat 1956–1981